# 龙滩镇
龙滩镇，是中华人民共和国四川省广安市前锋区下辖的一个乡镇级行政单位。2019年12月，将原光辉乡五星村、蜂岩村、内槽村、高岭村所属行政区域划归龙滩镇管辖。

## 历史
龙滩，在龙滩河上游一小地名龙滩子，传说中雷电击死一条龙于此，而得名。龙滩镇曾名群力人民公社。

## 地理
位于前锋区东北部，渠江东岸，龙滩河流经本乡10个行政村，地势东高西低，平坝山地交错，属半山区半丘陵地形。本镇东邻桂兴镇，南接小井乡，西隔龙滩河与观阁镇相望，北靠广兴镇、光辉乡。本镇距广安市区约40公里，距前锋城区约10公里，距广安火车站约10公里。

## 行政区划
龙滩镇下辖以下地区：
土寨村、埝坝村、伍山村、新生村、许家村、青杠村、黄泥村、朱家村、龙滩村、保洞村和黄连村。

## 人口
总人口14933人。幅员面积36.6平方公里。

## 农业
主产水稻、红苕、小麦、玉米、土豆、胡豆等农作物及油菜、药材等经济作物。

## 经济
山区保洞、黄连两村是广安松针茶基地之一。乡镇企业有陡梯子煤矿、脚庵煤矿、水源头电站、龙滩页岩砖厂。

## 矿产
境内矿产丰富，煤炭储量约4000万吨，石灰石和铁矿纺约1000万吨。

## 交通
以公路运输为主，广安至广兴能源干道南北穿乡而过，村村通公路网巳形成。襄渝铁路过境本乡，设四等火车站--观阁站。  

## 教育
龙滩初级中学、龙滩中心小学

## 名胜
- 王兆南烈士纪念碑
- 断山崖
- 月田庵